# Thé vert
 (janvier 2022).
Si vous disposez d'ouvrages ou d'articles de référence ou si vous connaissez des sites web de qualité traitant du thème abordé ici, merci de compléter l'article en donnant les références utiles à sa vérifiabilité et en les liant à la section « Notes et références ».
| Thé vert en infusion dans un gaiwan. · Un matcha latte. |

Un thé vert, en chinois simplifié : 绿茶 ; chinois traditionnel : 綠茶 ; pinyin : lǜchá, et en japonais 緑茶 (ryokucha) est un thé dont l'oxydation naturelle est rapidement stoppée après la cueillette. Il en résulte un thé non oxydé maximisant ainsi sa teneur en EGCG et autres catéchines. Le thé vert contient également une concentration importante de L-théanine et une concentration de caféine inférieure à celle du thé noir. Une fois infusé, il peut être consommé chaud ou froid.
L'arrêt de l'oxydation des feuilles de thé, moment clé dans la production du thé vert, peut être obtenu selon deux méthodes : la méthode chinoise, dans laquelle les feuilles sont chauffées dans des cuves, et la méthode japonaise. Les thés produits selon la méthode japonaise bénéficient d'un arrêt de l'oxydation à la vapeur ce qui préserve davantage les propriétés des feuilles de thé qu'avec la méthode chinoise. Ces thés de qualité se reconnaissent à la couleur foncée de leurs feuilles, à leur odeur d'algues une fois infusés et à leur goût herbacé et iodé. De nombreux producteurs, notamment au Japon,, se tournent aujourd'hui vers une production de thés verts conforme aux exigences de l'agriculture biologique.
Le thé vert est le thé le plus consommé en Chine, en Corée et au Japon. Il se répand aujourd'hui de plus en plus en Occident, où l'on boit traditionnellement plutôt du thé noir. Les différents terroirs, cultivars utilisés et modes de culture permettent d'obtenir des thés verts très différents. Si le sencha est le thé quotidien des Japonais, lors de la cérémonie du thé japonaise c'est du matcha, une poudre de thé vert broyé, qui est utilisé. Le matcha est désormais incorporé dans des pâtisseries et est l'ingrédient de base du matcha latte et du matcha frappé. Les thés verts les plus prestigieux comme le gyokuro (Japon) ou le Long Jing (Zhejiang, Chine) peuvent atteindre des prix importants sur le marché. Le thé vert intervient également dans la production de thé aromatisé comme le genmaicha qui lui associe du riz ou le gunpowder, qui est l'ingrédient de base du thé à la menthe.

## Fabrication

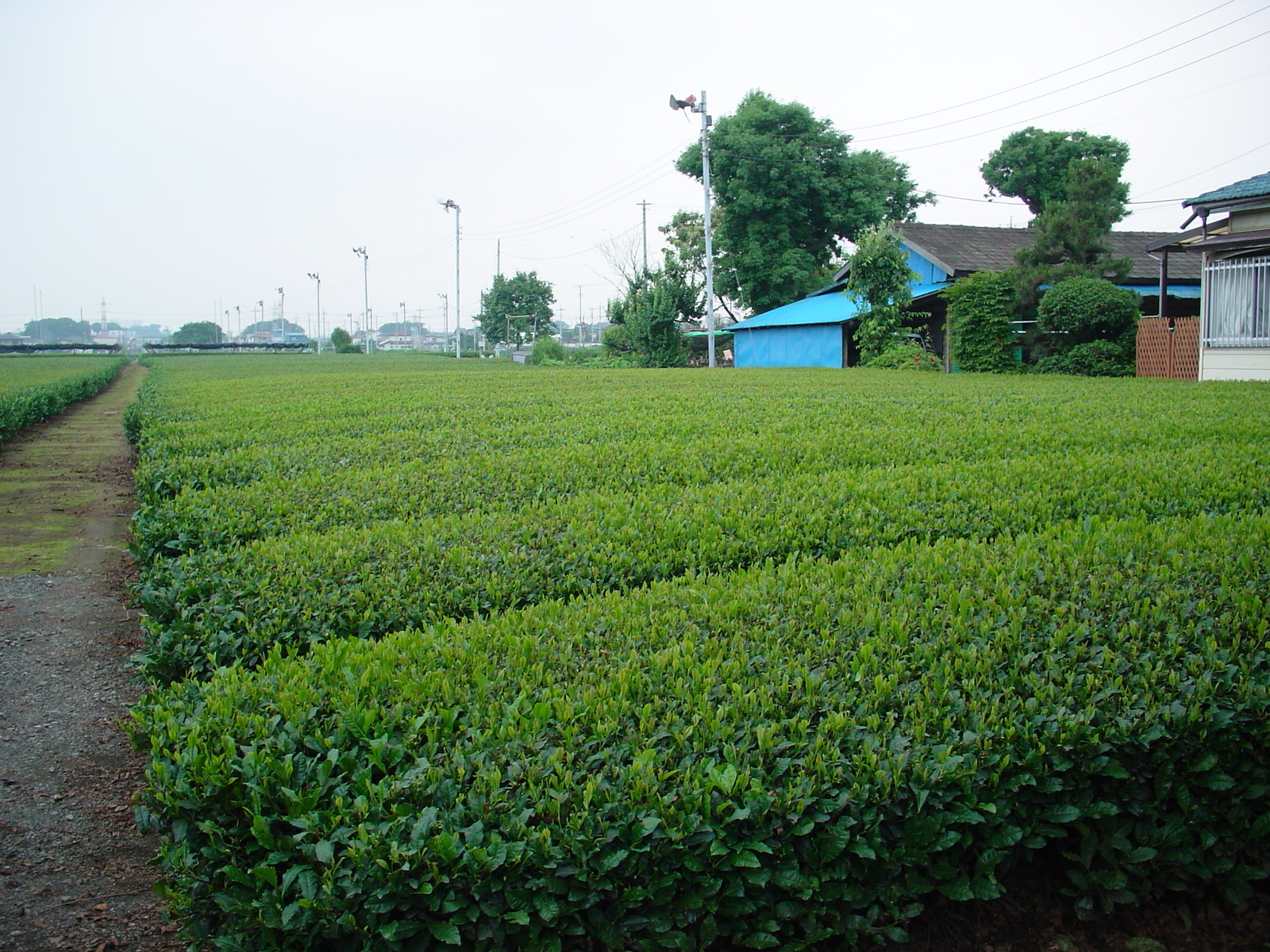
Champs de thé prêt à la récolte. Les ventilateurs servent à l'élimination de la rosée sur les feuilles. Saitama (Japon)

Après la cueillette, les feuilles du théier (Camellia sinensis) sont flétries, puis roulées pour extraire les sucs, puis chauffées afin de neutraliser l'enzyme responsable de l'oxydation. Elles subissent enfin un séchage final. Le chauffage s'effectue selon deux méthodes principales : la méthode chinoise utilise des bassines de cuivre placées sur le feu, alors que les Japonais passent les feuilles à travers des jets de vapeur.

## Préparation
- Les thés japonais sont infusés entre 1 min 30 s et 2 min 30 s à une température de 70 °C. Les thés de type sencha ou gyokuro s'infusent généralement trois fois. La seconde et la troisième infusion ne durent pas plus d'une minute.
- Le thé matcha est mélangé à une eau à 90 °C et battu au fouet.
- Les thés verts chinois sont généralement infusés pendant 3 à 5 minutes dans une eau à une température comprise entre 70 °C et 80 °C.
- Le thé vert glacé est infusé à froid pendant 8 heures à température ambiante ou au réfrigérateur.

## Variétés

### Thés chinois
Il existe en Chine des centaines de variétés de thé différentes. Elles reçoivent des noms conventionnels, liés la plupart du temps à la forme des feuilles. Ces dénominations ne sont aucunement des garanties d'authenticité ni de qualité. Les thés les plus connus sont souvent imités. Seuls le sérieux et l'honnêteté du vendeur sont des assurances sur l'origine du thé.

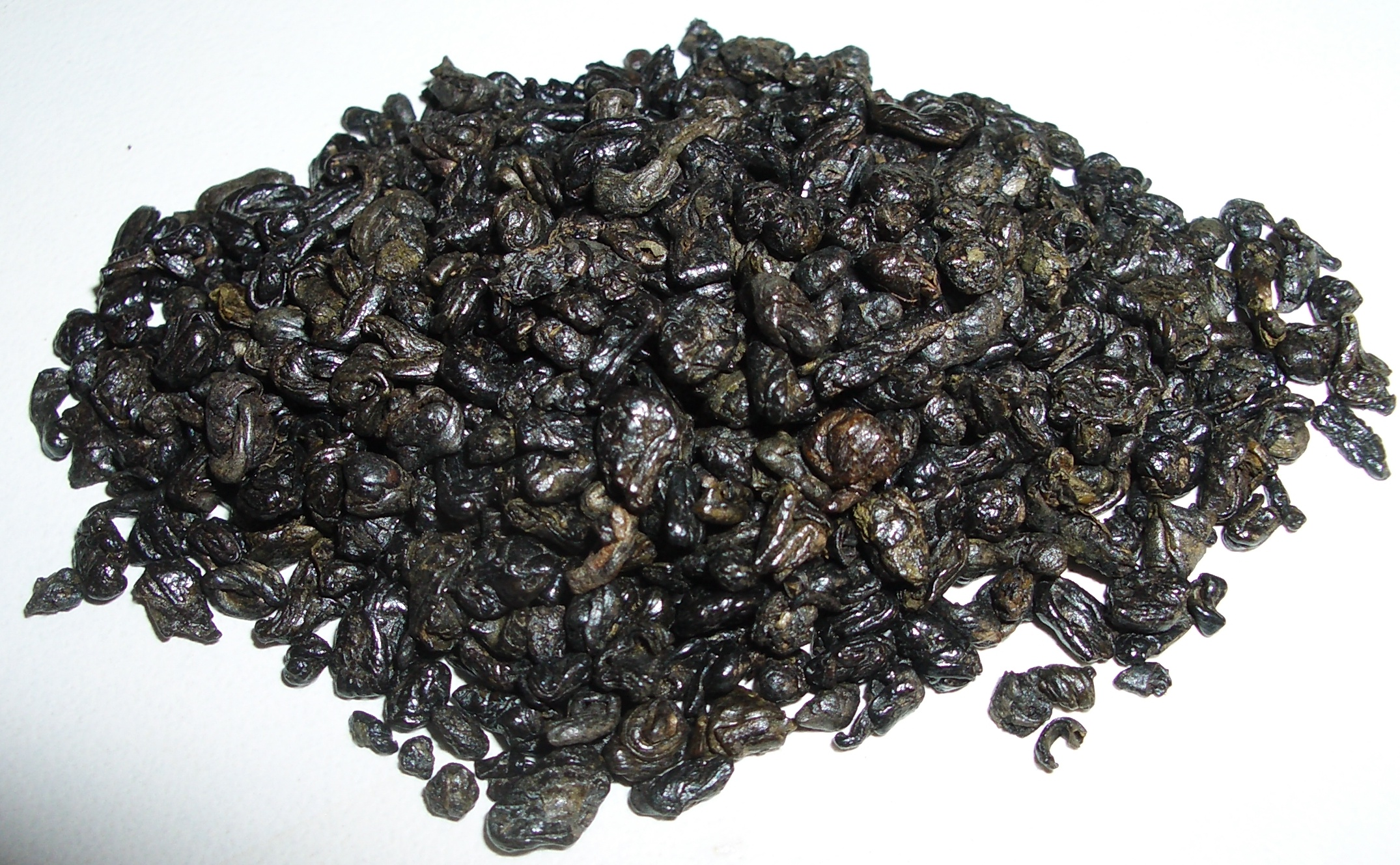
Thé vert de type Gunpowder
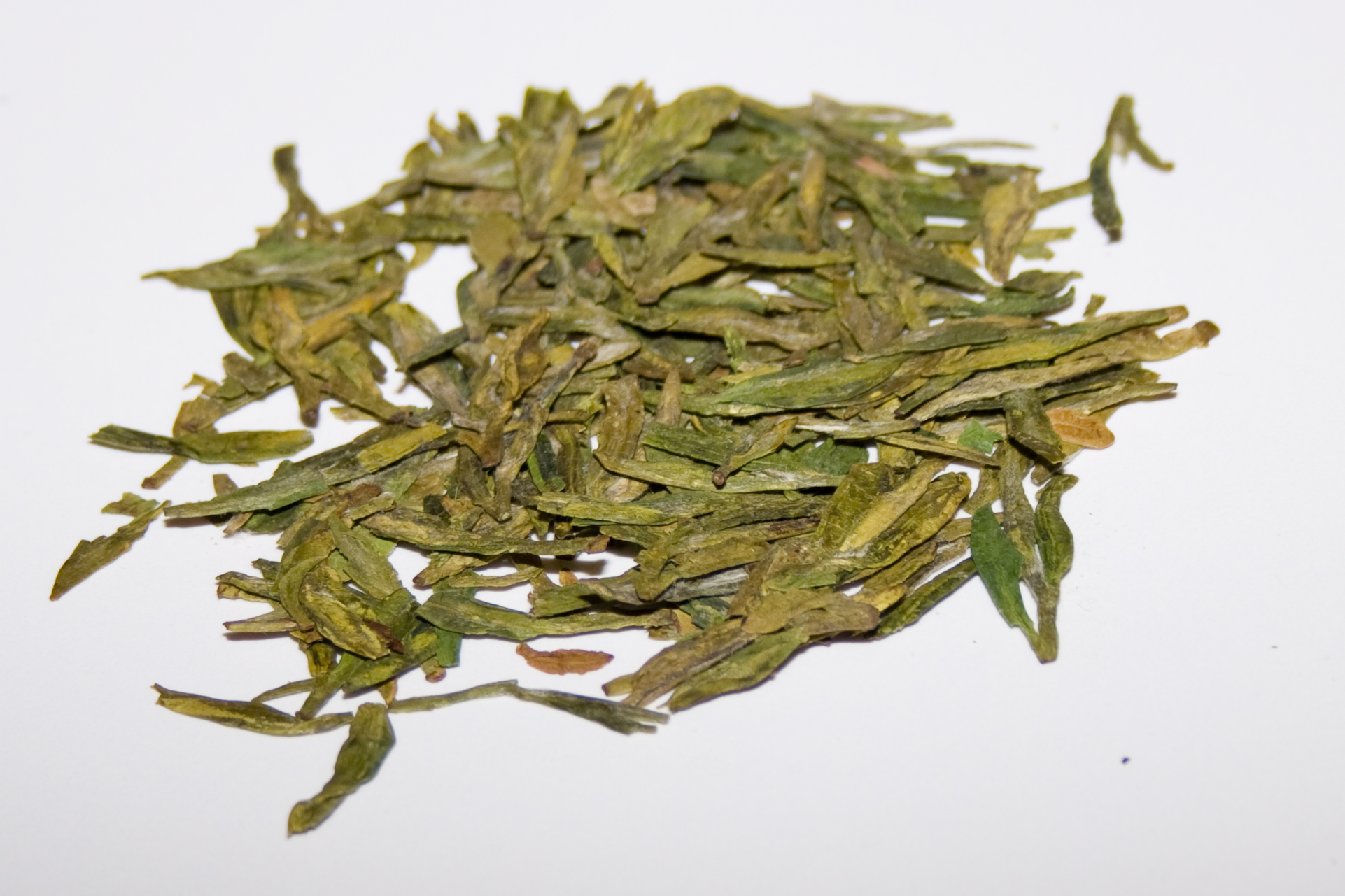
Thé vert Long Jing ou « puits du dragon »

Parmi les thés verts les plus connus, citons :
- Le Chun Mee (« sourcil de vieil homme ») est produit un peu partout, mais surtout dans le Hunan.
- Le Gunpowder (« poudre à canon ») doit son nom à ses feuilles roulées en petites boules. Il est produit dans la province de l'Anhui et dans celle du Zhejiang. Très astringent, il doit sa réputation en Occident au fait qu'il est utilisé dans la préparation du thé à la menthe.
- Le Huang Shan Mao Feng (« pointe duveteuse des montagnes jaunes ») est produit dans la province de l'Anhui.
- Le Long Jing (« puits du dragon ») vient de la province du Zhejiang. Le Long Jing est sans doute le plus connu des thés verts chinois de qualité. Son infusion a des saveurs très fruitées.
- Le Biluochun (« spirale de jade du printemps ») est produit dans la province de Jiangsu
- Le Taiping houkui (en) (« le meilleur des singes de Tai Ping ») de la province d'Anhui.
- Le Xinyang Maojian (en) vient du Henan.

### Thés japonais

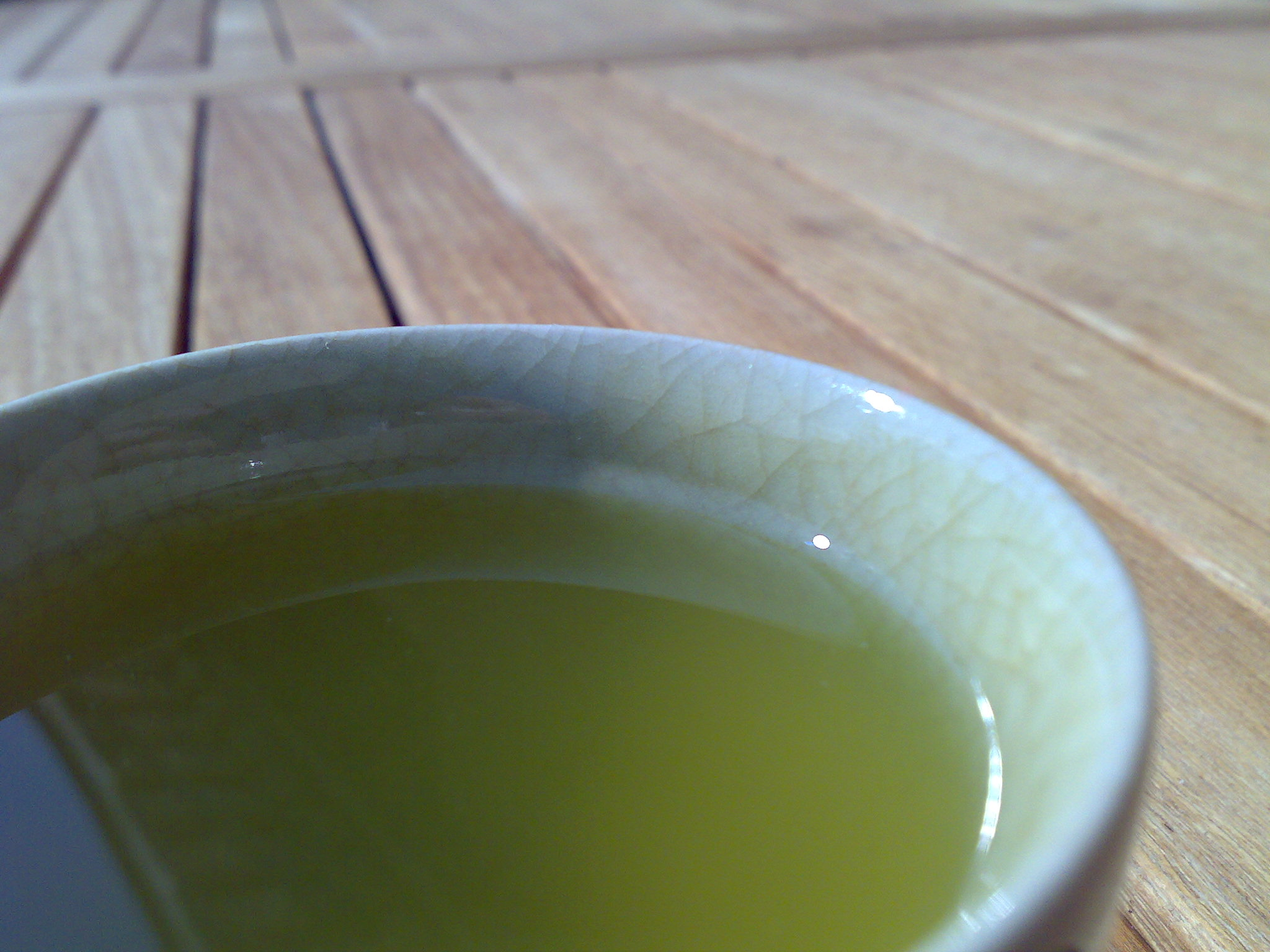
Thé vert japonais Sencha

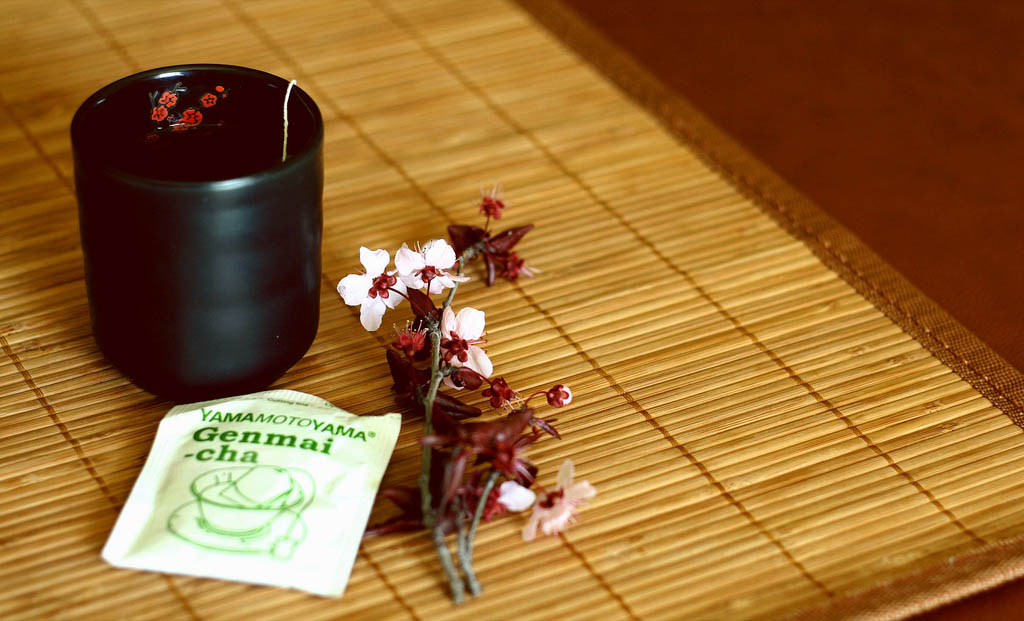
Thé vert Genmaicha

Le Japon produit essentiellement du thé vert, dans une vaste gamme de prix et de qualité. Les plantations se situent surtout sur les îles de Kyūshū et de Shikoku. Il y a quatre récoltes de thé, s'étalant de la mi-avril à fin septembre. La première (en avril-mai) est la plus recherchée, car elle est réputée produire un thé plus raffiné et moins astringent que les suivantes.
- Le sencha constitue les trois quarts de la production. C'est un thé à la saveur végétale caractéristique. Il est réputé se conserver moins longtemps que les thés verts chinois (pas plus de six mois).
- Le gyokuro est considéré comme un des meilleurs thés japonais. Il est obtenu en recouvrant les théiers de bâches en paille les deux ou trois semaines précédant la première cueillette. En « ombrant » ainsi les plants, on augmente la teneur en chlorophylle des feuilles, conférant à la boisson une saveur d'algues typique et très douce.
- Le kabusecha est un thé d'ombre, intermédiaire entre le sencha et le gyokuro. Il diffère des autres thés d'ombre japonais par l'ombrage : 1 à 2 semaines à 45 % d'ombre (contre 2-3 semaines à 90 % d'ombre pour le gyokuro ou 4-6 semaines à 95-97 % pour le tencha qui donne le matcha).
- Le bancha, ou thé ordinaire, regroupe plusieurs types de thés destinés à la consommation courante. Il est préparé avec des feuilles de sencha de moindre qualité, obtenues à partir de la quatrième récolte, en été ou automne. On y retrouve une grande variété de process et de goûts régionaux. Quoique ne manquant pas de caractère, sa saveur est moins délicate qu'un sencha. Il est aussi moins riche en vitamines mais le plus riche en anti-oxydants. On y retrouve notamment :
  - Le genmaicha, un mélange de bancha et de grains de riz grillés (genmai). À partir du genmaicha, on prépare un thé glacé très populaire au Japon.
  - Le hojicha, un bancha dont les feuilles sont grillées à 180°.
  - Le kukicha est un thé vert constitué de brindilles (kuki), produit dérivé de la production et qui sont isolées des feuilles de thé après un tamisage. C'est le moins riche en caféine des thés traditionnels. On le retrouve notamment sous forme de kuki hojicha (thé de brindille grillées).
- Le matcha est un thé vert réduit en poudre très fine. Il est essentiellement produit au Japon, dans la région de Aichi. Contrairement aux autres thés, le matcha n'infuse pas mais doit être battu dans de l'eau chaude avec un fouet en bambou (le chasen) pour créer une émulsion. Ce thé est utilisé pour la cérémonie du thé japonaise : le chanoyu.
- Le shincha (« nouveau thé ») est issu de la première récolte. Fraîchement cueilli, il est préparé comme un sencha, quoiqu'avec plus de délicatesse. Il est prisé pour sa richesse en vitamines, sa douceur, et sa saveur plus soutenue. C'est un thé hautement périssable, ne durant pas plus de trois mois. Il est produit en avril, dans le sud du Japon.
- Le tamaryokucha est un thé produit suivant la méthode chinoise, où les feuilles sont torréfiées au lieu d'être passées à la vapeur.
- Le tencha est un produit non fini qui sera racheté par les grossistes pour faire du matcha.

### Thés coréens

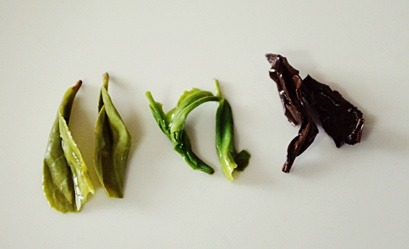
Feuilles de thé Sejak, Ujeon, et hwangcha (thé jaune)

Les thés verts coréens peuvent être classés suivant différents critères et généralement en fonction de la date de récolte. L'Ujeon est constitué avec des feuilles de la première récolte, le plus souvent avant le 20 avril. Le Sejak est constitué de feuilles de la seconde récolte, environ entre le 20 avril et le 5 mai. Le Jungjak est constitué de feuilles récoltées entre le 5 mai jusqu'à mi-mai et les feuilles récoltées plus tard sont appelées Daejak.

## Autres thés verts
Avec le succès grandissant des thés verts en Occident, de nombreuses régions du monde se sont mises à en produire : Ceylan, Viêt Nam, Darjeeling. Ces thés sont préparés selon la méthode chinoise, et ressemblent à un Gunpowder ou un Chun Mee.
Le thé vert vietnamien (surtout celui du Nord du Vietnam : Chè Thái Nguyên) est très parfumé naturellement. Il se conserve dans un sac hermétique et à l'abri de la lumière pour restituer sa couleur vert émeraude lorsqu'on le prépare à la méthode « chinoise ». Une fois préparé, il faut le boire assez rapidement sinon il perd sa couleur verte. C'est tout un art pour conserver et préparer le thé vert si on veut conserver toutes ses propriétés[réf. nécessaire].
Le thé vert de Thaïlande a vu le jour en 1988 sous l'impulsion de la famille royale de Thaïlande. À l'université de Mae Fah Luang (en), dans la province de Chiang Rai se trouve un institut du thé qui a pour vocation l'étude des bienfaits spécifiques du thé vert. La région montagneuse située le long de la frontière de la Birmanie et du Laos est connue sous le nom de triangle d'or et toutes les conditions géologiques et climatologiques sont réunies pour produire d'excellents thés de montagne. Cela contribue au développement durable et au commerce équitable notamment aux tribus Akhas qui vivent sur place.
Cette région produit aussi des thés verts Oolong aussi appelés Thés Bleus le no 17 (Première jeune pousse) et le no 12. Ces deux thés sont d'excellente qualité[réf. nécessaire].

## Risques pour la santé
Des études ont confirmé qu’à des doses excédant la DJA, les catéchols,, et principalement l’EGCG (épigallocatéchine-3-gallate), sont hépatotoxiques, c'est-à-dire qu'ils peuvent endommager le foie. Cette DJA a été établie par l'Autorité européenne de sécurité des aliments (AESA) en 2009 à 0,5 mg/kg/j pour l'EGCG. Cette valeur pourrait être dépassée avec une seule infusette de thé vert et, a fortiori, avec des extraits. En effet, des teneurs de 398 à 1 127 mg/l de catéchols totaux dont 117 à 442 mg/l d’EGCG ont été mesurées dans des infusions de thé vert.
Néanmoins, chez l’Homme, les quelques études épidémiologiques ne rapportent pas d’effet indésirable notable. En 2018, l'AESA « conclut que les catéchines présentes dans le thé vert [...] sont généralement sans danger. Cependant, lorsqu'elles sont consommées en tant que complément alimentaire, des doses de catéchines supérieures ou égales à 800 mg/jour pourraient susciter des problèmes de santé.»
Quelques cas d’effets graves ont été rapportés parmi les personnes consommant de grandes quantités de thé vert. Les effets jugés les plus graves sont les effets hépatiques. Certaines préparations ou compléments alimentaires à base de thé vert, ont dû être retirés du marché à la suite de telles notifications.
Si l'implication des catéchols et plus particulièrement de l'EGCG semble avérée dans la toxicité d'extraits de thé vert in vitro, celle-ci n'est pas forcément directe et le mécanisme en est mal compris. L’influence du jeûne sur les concentrations plasmatiques des diverses catéchines est montrée de manière très significative chez le chien et trouve également une répercussion chez le consommateur de thé vert. En cas de prise à jeun de l’EGCG, les concentrations maximales peuvent être augmentées d’un facteur 5 par rapport à une même dose absorbée en présence d’aliments. Le jeûne augmentant ainsi potentiellement sa toxicité, la pratique de cures d'amaigrissement associant la consommation répétée de thé vert ou de ses extraits à un régime restrictif, semble à déconseiller.
Du fait des cas d'hépatotoxicités signalés, le règlement européen n° 2022/2340 du 30 novembre 2022 limite la teneur en 3-gallate d’épigallocatéchine des aliments et compléments alimentaire à 800 mg par portion journalière à partir du 21 décembre 2022. Les denrées alimentaires contenant des extraits de thé vert dépassant cette limite en 3-gallate d’épigallocatéchine et mises sur le marché avant cette date peuvent être commercialisées jusqu’au 21 juin 2023.
Le thé vert est beaucoup plus riche en catéchols (13 %) que le thé noir qui, après fermentation, n’en renferme que 2 %. Le thé noir ne présente donc pas le même risque hépatotoxique que le thé vert.
Il est recommandé de consommer le thé vert avec prudence pendant la grossesse et l'allaitement.

## Intérêt pour la santé
Wikipédia ne donne pas d'avis médical : seul un professionnel (médecin, pharmacien, etc.) est habilité à le faire.
La consommation de thé vert est associée à une réduction de la mortalité, et une consommation d'une tasse de thé vert par jour pourrait réduire le risque de la mortalité toutes causes confondues de 4 %.
Les propriétés du thé vert sont multiples : riche en tanins, ce sont ces polyphénols antioxydants qui donnent au thé son arôme et son goût amer particulier. Le thé vert contient également de la vitamine C. Mais ce qui démarque le thé vert des autres, c'est qu'il contient une catéchine nommée épigallocatéchine EPGC ou encore épigallocatéchine-3-gallate (EGCG). L'EPGC possède des propriétés bien plus puissantes que celles d'un simple antioxydant. Le thé vert (vert car non fermenté) contient dix fois plus d'EPGC que le thé noir et 2,5 fois plus que le thé Oolong (type de thé à oxydation incomplète). [réf. souhaitée]
Quant au taux de caféine, il est semblable à celui du thé noir soit 20-90 mg par tasse mais ses effets excitants sont atténués par la présence des tanins. Le thé contient également de la théanine, un acide aminé analogue au glutamate, qui a un effet apaisant qui inhibe l'effet hypertenseur de la caféine. Il est reconnu comme un des composés responsables du goût umami et de la réduction de leur amertume,. L’activité de la théanine sur le cerveau a montré une réduction du stress mental et physique, un effet relaxant et augmente la production du rythme alpha dans le cerveau.

Le thé vert est inscrit à la Pharmacopée française 11e édition où il est défini comme :
"Feuille, jeune, non fermentée, soumise à une dessiccation rapide à chaud, de Camellia sinensis L. Kuntze et ses variétés cultivées.
Teneur : au minimum 2,0 pour cent de caféine (C8H10N4O2, Mr 194,2) (drogue desséchée)".
L'ANSES donne la composition suivante pour le thé vert :
- jusqu’à 20 % de composés phénoliques, soit environ 400 mg (de polyphénols totaux) dans une tasse de thé vert :
  - acides phénols (acide caféique, acide chlorogénique) ;
  - des tanins « galliques » (esters du glucose et de l’acide gallique) ;
  - des flavonols (O-hétérosides et C-hétérosides) ;
  - principalement dans ce groupe de composés phénoliques, des composés flavaniques : 5-12 % de EGCG gallate du (-)-épigallocatéchol ; 1-5 % de ECG [gallate du (-)-épicatéchol], et le 3,5 digallate des mêmes, 0,2-2 % de EC [(-)-épicatéchol], du (+)-galocatéchol et du (+)-catéchol ;
  - des proanthocyanidols : gallates et digallates de prodelphinidols, de procyanidols, des théasinensines ;
  - et des formes dimériques, les assamicaïnes ;
- des protéines (15-20 %), des acides aminés (3 % dont surtout l’éthylamide de l’acide glutamique, dénommé théanine) ;
- des glucides (5 %) et des polysaccharides (13 %) ;
- des saponines triterpéniques ou théasaponines, très solubles dans l’eau (et dans les premiers infusats) et donc susceptibles de modifier la disponibilité d’autres composants ;
- de l’acide ascorbique, des vitamines du groupe B ;
- 2 à 4 % de bases puriques (constituant majoritaire : la caféine) ;
- des hétérosides d’alcools aromatiques, aliphatiques et terpéniques, odorants et libérés lors de l’infusion ;
- des matières minérales, dont des fluorures (130 à 160 mg/kg)[26].

### Réduction du stress
Des travaux menés par une équipe japonaise suggèrent que les consommateurs de thé vert ont un niveau de stress moins élevé. Atsushi Hozawa et ses collègues de l'université de Tohoku ont suivi plus de 42 000 Japonais dont plus de 2 774 souffraient de stress psychologique.
En regardant de plus près leur consommation de thé vert, les chercheurs se sont aperçus que ceux qui en buvaient entre cinq tasses et plus par jour avaient 20 % de risque en moins de souffrir de stress par rapport à ceux qui en buvaient moins de deux tasses par jour (au Japon, une tasse de thé vert fait 100 ml et est réalisée par une infusion d'en moyenne 1 minute de 5 grammes de thé vert japonais, type Sencha par exemple). Dans cette étude, les personnes qui consommaient le plus de thé vert avaient également un risque de pneumonie diminué de 47 % et de cancer du sang de 42 %.
Enfin, une autre analyse ayant porté sur des sujets de plus de 70 ans, montre une diminution de 44 % du risque de dépression modérée chez les amateurs de thé vert à hauteur de quatre tasses par jour. Il ne s'agit cependant que de corrélations, aucun rapport de cause à effet n'ayant été démontré. Il est possible que les consommateurs de thé vert aient un mode de vie différent qui influence ces résultats, et rien ne permet de savoir ce qui est dû au thé vert ou au mode de vie de buveur de thé.

### Maladies cardiovasculaires
Le thé vert contient un certain nombre de polyphénols, dont l'abondance peut atteindre 20 % de la matière sèche, jouant le rôle d'antioxydant. Plusieurs études semblent démontrer une certaine efficacité de sa consommation dans la diminution du risque de contracter une maladie cardiovasculaire. Il diminuerait également le taux de cholestérol sanguin. Ces antioxydants pourraient être cependant neutralisés par la caséine présente dans le lait.
Une augmentation d'une tasse de thé vert par jour pourrait diminuer le risque de développer une maladie cardiovasculaire de 10 %. Une augmentation d'une tasse de thé vert par jour pourrait diminuer linéairement le risque de mortalité cardiovasculaire de 5 % et une augmentation de trois tasses par jour est associé à un risque réduit de 26 % de décès cardiaque.

### Diabète de type 2
Le risque de développer un diabète de type 2 serait diminué de 15 % lorsque la consommation de thé est supérieure à quatre tasses par jour.

### Cancers
Son rôle dans la prévention des cancers est beaucoup plus controversé. Les cultures cellulaires et les modèles animaux montrent que l’épigallocatéchine-3-gallate (EGCG), le principal polyphénol présent dans le thé vert, possède une puissante activité anti-inflammatoire et anti-proliférative capable d’inhiber sélectivement la croissance cellulaire et d’induire l’apoptose dans les cellules cancéreuses sans affecter les cellules normales.
Ce seraient les propriétés pro-oxydantes des dérivés galliques du thé vert, en particulier de l'EGCG, responsables à certaines doses de leur hépatotoxicité, mais aussi pro-oxydants sur des lignées cancéreuses qui auraient fait attribuer au thé vert des propriétés anticancéreuses, antiradicalaires, mais uniquement sur la base d'extrapolation d'effets observés in vitro. Par contre, l'efficacité réelle est loin d'être prouvée chez l'être humain, même s'il est largement utilisé dans cette indication (notamment dans la prévention du cancer du sein au Canada).
Une étude publiée en 2012 tendrait à démontrer que le thé vert, dans une certaine mesure, protégerait les fumeurs du cancer des poumons. Le Dr Lin Hsin-I, de Chung Shan Medical University à Taïwan, et ses collègues ont recruté 170 personnes souffrant de cancer du poumon et 340 patients sains comme témoins. Les participants ont rempli des questionnaires concernant leurs habitudes de vie : le nombre de cigarettes fumées par jour, le nombre de tasses de thé vert consommées par jour, leur apport alimentaire en fruits et de légumes, les modes de cuisson et les antécédents familiaux de cancer du poumon. Les résultats montrent que les fumeurs et les non-fumeurs qui ne boivent pas de thé vert sont cinq fois plus susceptibles de développer un cancer du poumon que ceux qui boivent au moins une tasse de thé vert par jour. Les fumeurs qui ne boivent pas de thé vert sont douze fois plus susceptibles d'être diagnostiqués d'un cancer du poumon que ceux qui boivent au moins une tasse de thé vert par jour.
Selon les analyses dose-réponse, la consommation de six tasses de le thé vert par jour est associé à 20 % de la diminution du risque de cancer gastrique et à 40 % sur 25 ans. Une augmentation de la consommation de thé vert d'une tasse par jour est associée à une diminution du risque de 11 % de cancer de l'endomètre et une diminution de 4 % risque de cancer du foie. Une augmentation d'une tasse de thé par jour pourrait diminuer le risque de cancer de la bouche de 11 %. Le risque de cancer gastrique a montré une tendance à la hausse avec l'augmentation de la température du thé, et boire du thé très chaud (55–67°C) est significativement associée à un risque élevé. Par ailleurs, la consommation de thé très chaud double la survenue du cancer de l’œsophage.

### Maladies cognitives
Après 70 ans, les buveurs de thé vert, riche en catéchines, ont de meilleures capacités cérébrales que les buveurs de café ou de thé noir et pourrait être « une cible moins fragile pour les maladies neurodégénératives comme Alzheimer ou Parkinson ». La consommation de thé réduit le risque d'être atteint de problème de cognitions et de la maladie de Parkinson.

### Maladies ophtalmiques
En 2010, des chercheurs de l'université chinoise de Hong Kong affirment que le thé vert peut protéger contre les maladies oculaires courantes, comme le glaucome. D'autres études sont nécessaires pour confirmer l'effet protecteur chez les humains.

### Covid-19
Une étude de novembre 2020 menée par l'université de Caroline du Nord suggère que les polyphénols spécifiques (flavanols et proanthocyanidines) contenus dans Vitis rotundifolia (raisin muscadine), dans le thé vert, dans le cacao et dans le chocolat noir affecteraient la capacité du virus SARS-CoV-2 à se fixer sur les cellules humaines, réduisant ainsi les taux d'infection et de transmission du virus, cause de la Covid-19.

## Commerce
En 2014, la France est nette importatrice de thé vert, d'après les douanes françaises. Le prix à la tonne à l'import était d'environ 5 700 €.

## Galerie de photos

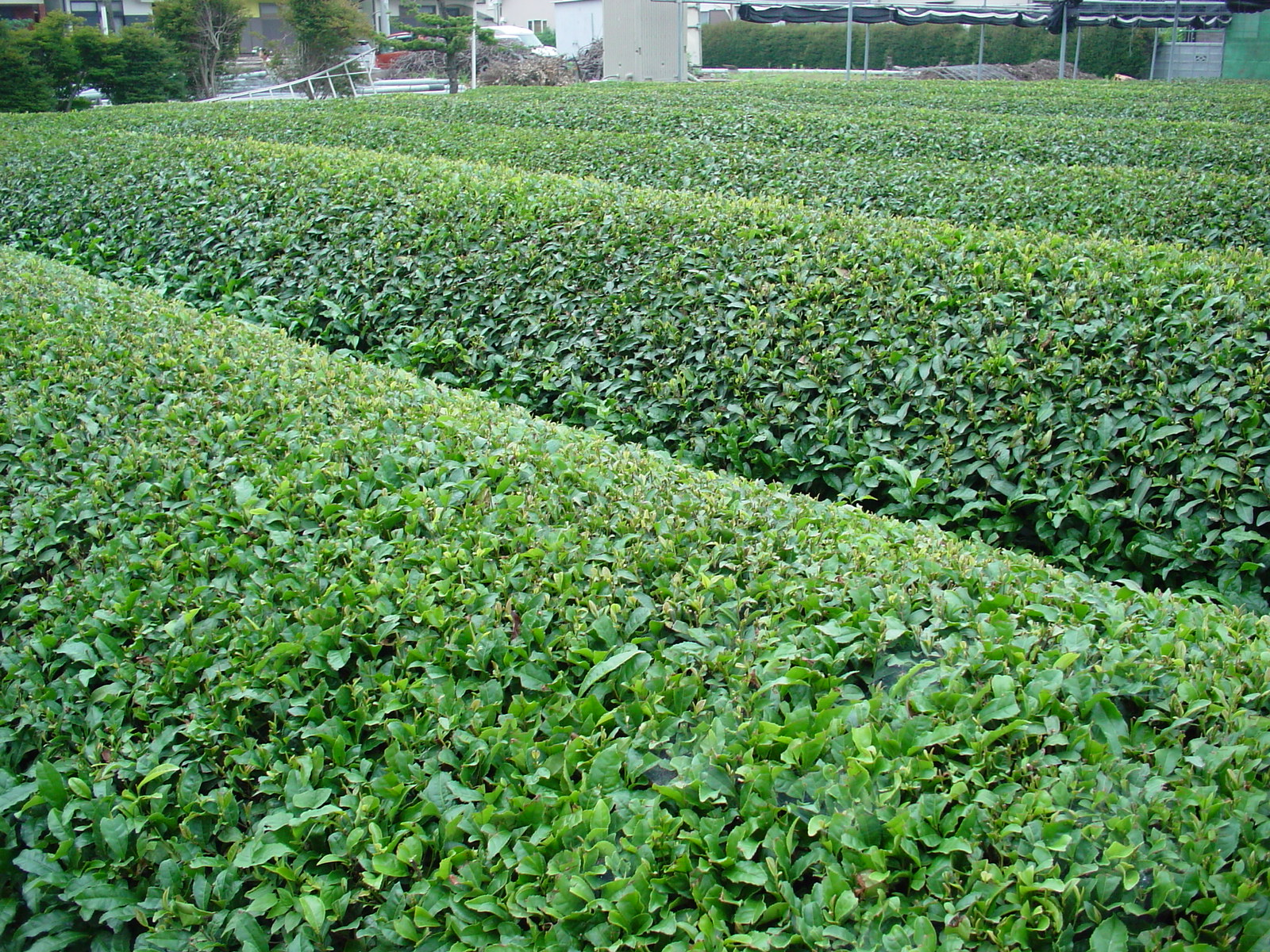
La taille du thé est aujourd'hui mécanisée. On utilise un taille-haie directement associé à un sac, manipulé par deux opérateurs.
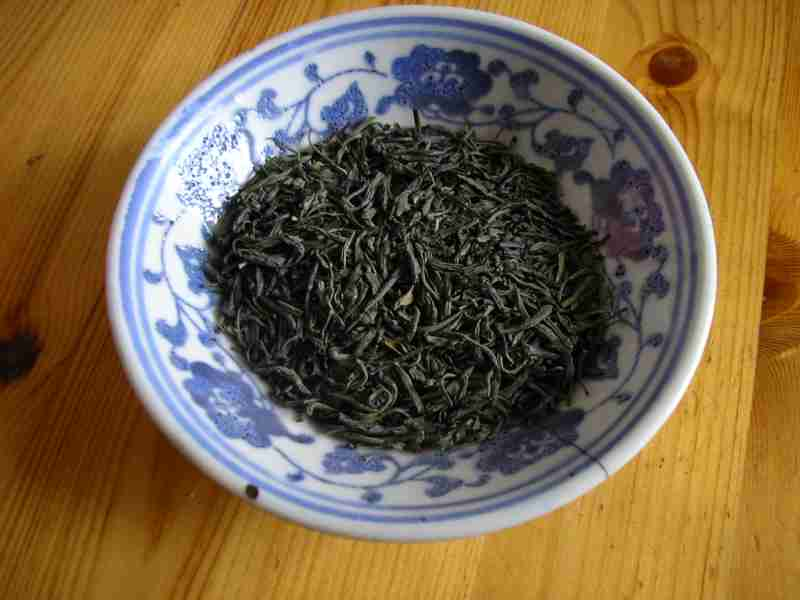
Thé vert chinois Mao Jian

#### Généralités sur le thé
- Christine Barbaste, François-Xavier Delmas et Mathias Minet, Le guide de dégustation de l'amateur de thé, Paris, Éditions du Chêne, mars 2015, 247 p. (ISBN 978-2-8123-1012-6, BNF 44302217).
- (en) H. T. Huang, Science and Civilisation in China : Volume 6, Biology and Biological Technology, Part V: Fermentations and Food Science, Cambridge, Cambridge University Press, 2000, chap. (f) (« Tea processing and utilisation »), p. 503-570
- Katrin Rougeventre, L'empire du thé : le guide des thés de Chine, Paris, Michel de Maule, 2017
- Li Hong, Thé vert, Paris, Pages ouvertes, 2015.  (ISBN 978-2-87592-034-8)

#### Articles sur le thé vert
- (en) Suzuki, Yasuo, Noriyuki Miyoshi, and Mamoru Isemura. "Health-promoting effects of green tea." Proceedings of the Japan Academy. Series B, Physical and biological sciences 88.3 (2012): 88.
- (en) Tetsuya Yamamoto, Jill Lewis, John Wataha, Douglas Dickinson, Baldev Singh, Wendy B. Bollag, Eisaku Ueta, Tokio Osaki, Mohammad Athar, George Schuster et Stephen Hsu (2004), Roles of Catalase and Hydrogen Peroxide in Green Tea Polyphenol-Induced Chemopreventive Effects J. Pharmacol. Exp. Ther. (2004) 308 (1): 317-323 (résumé)
- (en) Graham HN (1992) Green tea composition, consumption, and polyphenol chemistry. Prev Med 21(3): 334–350. doi: 10.1016/0091-7435(92)90041-F (résumé).
- (en) Khan N, Afaq F, Saleem M, Ahmad N, Mukhtar H (2006) Targeting multiple signaling pathways by green tea polyphenol (−)-epigallocatechin-3-gallate. Cancer Res 66(5): 2500–2505. doi: 10.1158/0008-5472.CAN-05-3636.
- (en) Hodgson JM, Chan SY, Puddey IB, Devine A, Wattanapenpaiboon N, et al. (2004) Phenolic acid metabolites as biomarkers for tea- and coffee-derived polyphenol exposure in human subjects. Br J Nutr 91(2): 301–306. doi: 10.1079/BJN20031046 (résumé)